# Бурляев, Николай Петрович
Никола́й Петро́вич Бурля́ев (род. 3 августа 1946, Москва, РСФСР, СССР) — советский и российский актёр театра и кино, кинорежиссёр, писатель, поэт, телеведущий, общественный деятель; народный артист РФ (1996). Лауреат премии Ленинского комсомола (1976). Член Союза писателей России, член Патриаршего Совета по культуре. Депутат Государственной Думы VIII созыва (с 2021 года), член фракции «Справедливая Россия — За правду».
Из-за вторжения России на Украину находится под международными санкциями Евросоюза, США, Великобритании и ряда других стран.

## Биография
Николай Бурляев родился 3 августа 1946 года в Москве. Актёрский дебют Николая состоялся в начале 1960-х годов, когда он снялся в курсовой работе Андрея Кончаловского «Мальчик и голубь». Затем Андрей Тарковский по рекомендации Кончаловского взял юного актёра в картину «Иваново детство», где Бурляев сыграл роль подростка, которого война лишила детства. Вспоминая о тех съёмках, актёр говорил, что играл он не столько себя, сколько «самого Тарковского» — его движения, интонации, мимику. На Венецианском кинофестивале 1962 года оба фильма с участием Бурляева получили призы — «Золотого Льва св. Марка» и «Бронзового Льва св. Марка».
Вместе с Колей в фильме «Мальчик и голубь» снимался Владимир Шурупов, актёр Театра имени Моссовета. Главный режиссёр театра Юрий Завадский занял Николая Бурляева в спектакле «Ленинградский проспект» по пьесе И. Штока. В главной роли Забродина в спектакле играл Николай Мордвинов, а Николай Бурляев был его сценическим внуком, 14-летним Васей Забродиным. Так Николай Бурляев стал актёром театра.

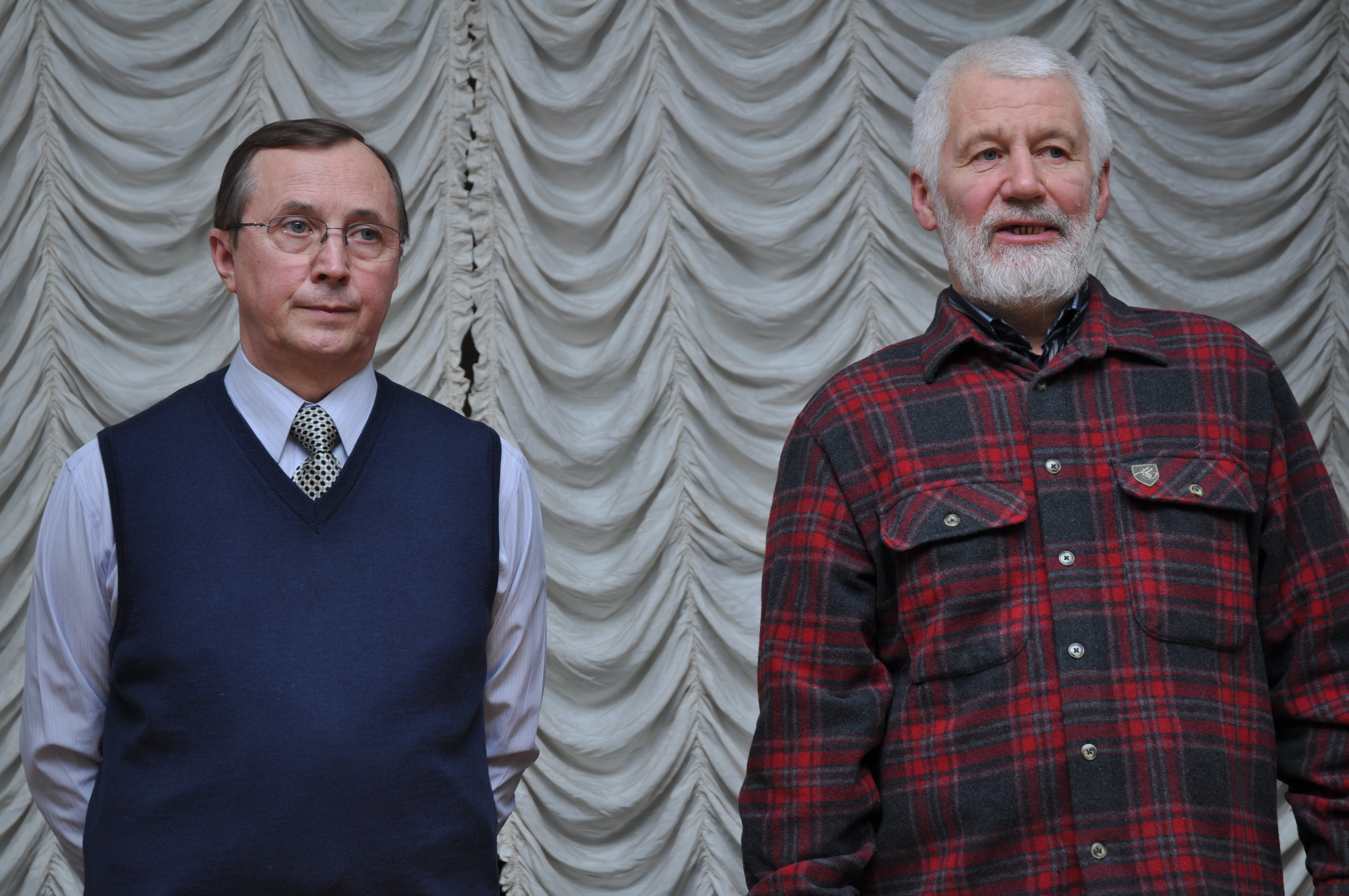
Николай Бурляев и ректор Литературного института имени А. М. Горького Б. Н. Тарасов на творческой встрече со студентами. Весна 2010 года

В 1961—1964 служил в Московском академическом театре им. Моссовета, в 1967—1968 — в Московском театре имени Ленинского комсомола. В 1968 году окончил актёрский факультет театрального училища имени Б. Щукина. В 1975 году окончил режиссёрский факультет ВГИКа (мастерская М. И. Ромма, Л. А. Кулиджанова).
С 1992 года — генеральный директор киноконцерна «Русский фильм».
Организатор и Президент Международного кинофестиваля славянских и православных народов «Золотой Витязь» (проводится с 1992 года), Президент театрального форума «Золотой Витязь» (проводится с 2003 года).
С 26 июля 2010 года — член Патриаршего Совета по культуре (Русская православная церковь).
Член Общественного совета при Министерстве культуры Российской Федерации с 2016 года.
Один из учредителей «Фонда Православной культуры священника Павла Флоренского».
Был ведущим авторских телепередач «Киноклуб „Золотой Витязь“ с Николаем Бурляевым» на канале «Спас» и «Культура с Николаем Бурляевым» на канале «Союз».
На избирательной кампании по выборам в депутаты Государственной Думы VIII созыва (2021 год) стал кандидатом в депутаты по федеральному списку партии «Справедливая Россия — Патриоты — За правду», по итогам выборов стал депутатом Государственной Думы и вошёл во фракцию «Справедливая Россия — За правду». Является первым заместителем председателя комитета Государственной Думы по развитию гражданского общества, вопросам общественных и религиозных объединений, также заместителем председателя комиссии Государственной Думы Федерального Собрания Российской Федерации по вопросам депутатской этики.

## Семья
- Отец — Пётр Диомидович Бурляев (1907—1989), инженер-экономист.
- Мать — Татьяна Александровна Михайлова (1911—1998)[12], инженер-экономист.
- Брат — Геннадий Петрович Бурляев (23 октября 1937 — 22 февраля 1994), мастер спорта по шахматам, тренер ДСО «Локомотив», один из сильнейших игроков по молниеносной игре в шахматы.
- Брат — Борис Петрович Бурляев (литературный псевдоним — Свободин; род. 1944), поэт, артист, в 1969 году окончил театральное училище имени Б. Щукина[13], снимался в фильме «Судьба барабанщика», «Два друга», проживает с 2002 года в Лондоне.
- Сестра — Людмила Петровна Бурляева
- Первая жена — Наталья Владимировна Варлей (род. 1947), заслуженная артистка РСФСР.
- Вторая жена — Наталья Сергеевна Бондарчук (род. 1950), заслуженная артистка РСФСР, заслуженный деятель искусств РФ.
  - Сын — Иван Николаевич Бурляев (род. 1976), композитор, актёр.
    - Внуки — Анастасия, Никита и Полина[14].

  - Дочь — Мария Николаевна Бурляева (род. 1987), выпускница ГИТИСа, была актрисой Московского академического театра имени Вл. Маяковского[14].
    - Внуки — Артемий, Марк и Данила
- Третья жена — Инга Олеговна Шатова (род. 1967), актриса, заместитель генерального директора Международного кинофорума «Золотой Витязь»[14].
  - Сын — Илия Николаевич Бурляев (род. 1994), сотрудник аппарата Государственной думы, кандидат в МГД в 2024 году.
  - Дочь — Дарья Николаевна Бурляева (род. 1997)[14]
- Сын — Георгий (род. 1990), рождён вне брака; юрист, окончил юридическую академию; живёт в Минске.

## Взгляды
Бурляев подчёркивает, что является православным, неоднократно резко высказывал своё отрицательное отношение к гомосексуалам, называет себя гомофобом. Бурляев считает гомосексуализм патологией, называет «грехом», «блудом» и «пороком», предлагает «ограничить беспредельные права гомосексуалистов в демонстрации данной патологии по телевидению». «Угодно грешить — пожалуйста в подворотню». Бурляев считает, что «экран телевидения стал слишком голубым», на телевидении «засилие нечисти», пропаганда «откровенного гомосексуализма, патологии и лесбиянства». Выступает за введение уголовной ответственности «за нетрадиционные отношения»
Считает объективно необходимым осуществление «общественной» цензуры в областях публичной творческой деятельности. Под общественным контролем при этом подразумевает компетентную оценку культурных явлений таким органом, как Общественный совет Минкультуры, в котором, в частности, состоял во время слушаний в Министерстве культуры по вопросу допустимости «антихристианской» постановки оперы «Тангейзер» в НГАТОиБ. Свобода трактовки исторических событий творческими людьми, по его мнению, ведёт к полной деградации общества.
В марте 2014 года Бурляев поддержал аннексию Крыма, подписал письмо президенту России Владимиру Путину в поддержку аннексии
В марте 2022 года поддержал вторжение России на Украину, подписал письмо в его поддержку, заявил что российское нападение на Украину является «хирургической операцией по вырезанию раковой опухоли нацизма»
Стал одним из соавторов законопроекта, запрещающего пропаганду так называемого образа жизни «чайлдфри» и популяризацию «нетрадиционных сексуальных отношений». Выступает за введение цензуры в области искусства: «Не надо бояться слова „цензура“. Цензура в переводе означает „строгое суждение, взыскательная критика“ <…> Я первый буду выступать против политической цензуры, но я за общественный контроль, за „строгое суждение и взыскательную критику“, когда речь идёт о грядущих поколениях».

## Санкции
23 февраля 2022 года внесён в санкционные списки стран Евросоюза за действия и политику, которые подрывают территориальную целостность, суверенитет и независимость Украины и еще больше дестабилизируют Украину.
24 февраля 2022 года включён в санкционный список Канады «близких соратников режима» за голосование о признании независимости «так называемых республик в Донецке и Луганске».
24 марта 2022 года, на фоне вторжения России на Украину, включён в санкционный список США за «соучастие в войне Путина» и «поддержку усилий Кремля по вторжению в Украину». Госдеп США заявил, что депутаты Госдумы используют свои полномочия для преследования инакомыслящих и политических оппонентов, нарушают свободу информации, ограничивают права человека и основные свободы граждан России.
Позднее, по аналогичным основаниям, включён в санкционные списки Великобритании, Швейцарии, Австралии, Латвии, Украины, Японии и Новой Зеландии.
В мае 2022 года Латвия запретила въезд в страну из-за поддержки вторжения и оправдывания российской агрессии.

## Признание и награды
Государственные награды СССР и Российской Федерации:
- Премия Ленинского комсомола (1976) — за создание образов современников в кино.
- Заслуженный артист РСФСР (1984)[45].
- Народный артист Российской Федерации (1996).
- орден Почёта (10 августа 2011) — за большие заслуги в развитии отечественной культуры и искусства, многолетнюю плодотворную деятельность[46].
- орден Александра Невского (2017) — за выдающиеся заслуги в области культуры[47].

Другие награды:
- Медаль «В ознаменование 10-летия возвращения Севастополя в Россию» (18 марта 2024) — за личный вклад в возвращение города Севастополя
- Медаль «За заслуги перед Чеченской Республикой» (24 мая 2023) — за особые заслуги перед Чеченской Республикой, связанные с развитием культуры и искусства, укрепление международных культурных связей
- орден Святого Саввы I степени (Сербская православная церковь, 2010)[48].
- орден Святой Равноапостольной Нино (Общество русско-грузинской дружбы «Дзалиса», 2012)[49].
- Национальная премия «Имперская культура» имени Эдуарда Володина, (2013) — за служение Отечеству[50].
- Серебряная медаль «За заслуги» Республики Сербия (2015 год)[51].
- орден Святого Петра Цетинского (Сербская православная церковь, 2015)[52].
- орден святого благоверного князя Даниила Московского II степени (2016)
- орден Преподобного Сергия Радонежского (II степени) (2021)
- Юбилейная медаль «МПА СНГ. 30 лет» (Межпарламентская ассамблея СНГ, 16 ноября 2023) — за заслуги в деле развития и укрепления парламентаризма, за вклад в развитие и совершенствование правовых основ функционирования Содружества Независимых Государств, укрепление международных связей и межпарламентского сотрудничества[53]

## Творчество

### Актёрские работы в кино
| Год  |     | Название                                                 | Роль                                                                         |
| ---- | --- | -------------------------------------------------------- | ---------------------------------------------------------------------------- |
| 1961 | кор | Мальчик и голубь                                         | мальчик                                                                      |
| 1961 | ф   | Суд сумасшедших                                          | Сэм Хаггер                                                                   |
| 1961 | ф   | Мишка, Серёга и я                                        | Миронов, пионер из патруля (нет в титрах)                                    |
| 1962 | ф   | Иваново детство                                          | Иван                                                                         |
| 1962 | ф   | Без страха и упрёка                                      | Юра Сорокин                                                                  |
| 1962 | ф   | Вступление                                               | Олег                                                                         |
| 1963 | ф   | Строгая игра                                             | Андрейка                                                                     |
| 1964 | ф   | Метель                                                   | улан                                                                         |
| 1966 | ф   | Герой нашего времени (фильм 2 «Максим Максимыч. Тамань») | слепой                                                                       |
| 1966 | ф   | Андрей Рублёв («Страсти по Андрею»)                      | Бориска Моторин                                                              |
| 1966 | ф   | Мальчик и девочка                                        | мальчик                                                                      |
| 1967 | кор | Возвращение                                              | Василий                                                                      |
| 1968 | ф   | Гольфстрим                                               | Игорь                                                                        |
| 1968 | ф   | Служили два товарища                                     | Сергей Лукашевич                                                             |
| 1969 | ф   | Мама вышла замуж                                         | Борис Голубев                                                                |
| 1969 | ф   | Семейное счастье (новелла «От нечего делать»)            | Иван Щупальцев, студент 1-го курса                                           |
| 1970 | ф   | Риск                                                     | Юзеф Шевчик, подпольщик                                                      |
| 1970 | тф  | Кража                                                    | Николай Ребров, сотрудник музея                                              |
| 1970 | ф   | Легенда                                                  | Сашка                                                                        |
| 1971 | ф   | Комитет девятнадцати                                     | эпизод (нет в титрах)                                                        |
| 1971 | ф   | Проверка на дорогах                                      | молодой полицай                                                              |
| 1971 | ф   | Телеграмма                                               | Глеб, сын Зины Шаломытовой                                                   |
| 1972 | ф   | Стихи/Стихове                                            | Коля                                                                         |
| 1972 | ф   | На углу Арбата и улицы Бубулинас                         | Костас                                                                       |
| 1972 | ф   | Игрок                                                    | Алексей Иванович                                                             |
| 1974 | ф   | Под каменным небом                                       | Лёша Васильев                                                                |
| 1974 | ф   | Выбор цели                                               | Федя                                                                         |
| 1974 | ф   | Иван да Марья                                            | Маркизет, заморский королевич                                                |
| 1975 | ф   | Пошехонская старина (новелла «Ванька-Каин»)              | Ванька-Каин                                                                  |
| 1976 | ф   | Трын-трава                                               | Вадим, студент-биолог                                                        |
| 1976 | ф   | Всегда со мною…                                          | Максим Скуратов                                                              |
| 1979 | ф   | Несколько дней из жизни И. И. Обломова                   | гость                                                                        |
| 1979 | мтф | Маленькие трагедии                                       | Альбер, сын барона                                                           |
| 1979 | тф  | Бабушки надвое сказали…                                  | водитель почтовой машины                                                     |
| 1979 | тф  | Отпуск в сентябре                                        | Кузаков                                                                      |
| 1979 | кор | Выбор                                                    | оператор пульта (новелла «Выбор») / влюблённый (новелла «Круг»)              |
| 1980 | тф  | Камила                                                   | Владимир Владимирович Косцов                                                 |
| 1980 | тф  | Я верю: новый век взойдёт…                               | читает стихотворения Александра Александровича Блока                         |
| 1981 | кор | Опоры земли                                              | Костя, сын                                                                   |
| 1982 | тф  | Печники                                                  | Греков                                                                       |
| 1982 | тф  | Медный всадник                                           | Евгений                                                                      |
| 1982 | ф   | Живая радуга                                             | Николай Иванович, отец Миши                                                  |
| 1983 | ф   | Военно-полевой роман                                     | Александр Нетужилин                                                          |
| 1983 | тф  | Вечера на хуторе близ Диканьки                           | Иван Фёдорович Шпонька                                                       |
| 1984 | тф  | Чужая жена и муж под кроватью                            | Творогов                                                                     |
| 1985 | ф   | Детство Бемби                                            | юноша-Бемби                                                                  |
| 1985 | ф   | Контрудар                                                | Москаленко, генерал                                                          |
| 1985 | тф  | Долгая память                                            | Андрей, учитель истории                                                      |
| 1986 | ф   | Юность Бемби                                             | Бемби                                                                        |
| 1986 | ф   | Лермонтов                                                | Михаил Юрьевич Лермонтов (главная роль) / Николай Васильевич Гоголь (эпизод) |
| 1989 | ф   | Высокая кровь                                            | Филипп                                                                       |
| 1989 | ф   | Птицам крылья не в тягость                               | Костя Зарубин                                                                |
| 1989 | ф   | Сувенир для прокурора                                    | Слава Зубцов, заведующий складом машиностроительного завода                  |
| 1990 | ф   | Русская рулетка                                          | Михаил Бурлаков                                                              |
| 1992 | тф  | Господи, услыши молитву мою («Просите и будет вам»)      | кучер Ларри / священник                                                      |
| 1992 | ф   | Уик-энд с убийцей                                        | доктор                                                                       |
| 1992 | ф   | Паутина                                                  | Вася                                                                         |
| 1994 | ф   | Мастер и Маргарита                                       | Иешуа Га-Ноцри, бродячий философ                                             |
| 1995 | ф   | Какая чудная игра                                        | Михаил Михайлович                                                            |
| 2003 | мтф | Любовь и правда Фёдора Тютчева                           | Фёдор Иванович Тютчев                                                        |
| 2008 | ф   | Адмиралъ                                                 | император Николай II                                                         |
| 2008 | тф  | Хлеб той зимы                                            | Имя персонажа не указано                                                     |
| 2009 | ф   | Гоголь. Ближайший                                        | граф Александр Толстой                                                       |
| 2009 | с   | Адмиралъ                                                 | император Николай II                                                         |

### Режиссёрские работы в кино
- 1973 — Егерь (короткометражный)
- 1975 — Пошехонская старина (новелла «Ванька-Каин»)
- 1979 — Выбор (короткометражный)
- 1986 — Лермонтов
- 1990 — Всё впереди
- 2019 — Отменивший войну (документальный, совместно с Дмитрием Чернецовым)
- 2021 — Один в поле воин (документальный, совместно с Дмитрием Чернецовым)
- 2022 — Боже! Чувствую приближение Твоё!… (документальный, совместно с Дмитрием Чернецовым)

### Озвучивание
- 1969 — Неподсуден — Сергей, сын Егорова
- 1976 — Сентиментальный роман — Шура Севастьянов
- 1990 — Всё впереди — Евгений Грузь
- 1996 — Русская тайна
- 1999 — Слушайте Россию
- 2009 — Гоголь. Ближайший — Макарий Оптинский
- 2016 — Воин духа

### Озвучивание мультфильмов
- 1972 — Фаэтон — сын Солнца — космонавт
- 1983 — Ракушка — Тушканчик
- 2006 — Кролик с капустного огорода

### Документальные фильмы об актёре
- «Колокол Николая Бурляева» («Россия», 2006)[56]
- «Николай Бурляев. „На качелях судьбы“» («Первый канал», 2016)[57]
- «Николай Бурляев. „Душа и дух“» («Культура», 2016)[58]